# Indisches Riesengleithörnchen
Das Indische Riesengleithörnchen (Petaurista philippensis) ist ein Gleithörnchen aus der Gattung der Riesengleithörnchen (Petaurista). Es ist von der zentralen und südlichen Volksrepublik China sowie Indien bis Sri Lanka und über weite Teile Südostasiens verbreitet.

## Merkmale
Das Indische Riesengleithörnchen erreicht eine Kopf-Rumpf-Länge von 41 bis 61 Zentimetern sowie eine Schwanzlänge von 55 bis 69 Zentimetern. Die Hinterfußlänge beträgt 65 bis 90 Millimeter, die Ohrlänge 45 bis 47 Millimeter. Das Gewicht liegt bei etwa 2,2 Kilogramm. Es gehört damit nach dem Rot-Weißen Riesengleithörnchen (P. alborufus) und dem Bhutan-Riesengleithörnchen (P. nobilis) zu den größten Arten der Gattung und ist zugleich eine der größten Arten der Hörnchen weltweit.
Der Rücken und die Gleithäute sind kastanienbraun bis schwarz gefärbt. Die Haare weisen weiße Spitzen auf, die das Rückenfell grau schimmernd erscheinen lassen. Die Bauchseite ist rötlich braun bis sandbraun. Der schwarze Schwanz ohne helle Spitze ist vergleichsweise lang. Die Ohren sind auf der Oberseite ebenfalls schwarz, auf der Vorderseite rötlich.
Wie alle Riesengleithörnchen hat es eine große und behaarte Flughaut, die Hand- und Fußgelenke miteinander verbindet und durch eine Hautfalte zwischen den Hinterbeinen und dem Schwanzansatz vergrößert wird. Die Flughaut ist muskulös und am Rand verstärkt, sie kann entsprechend angespannt und erschlafft werden, um die Richtung des Gleitflugs zu kontrollieren.
Die Gesamtlänge des Schädels beträgt 65 bis 82 Millimeter.

## Verbreitung

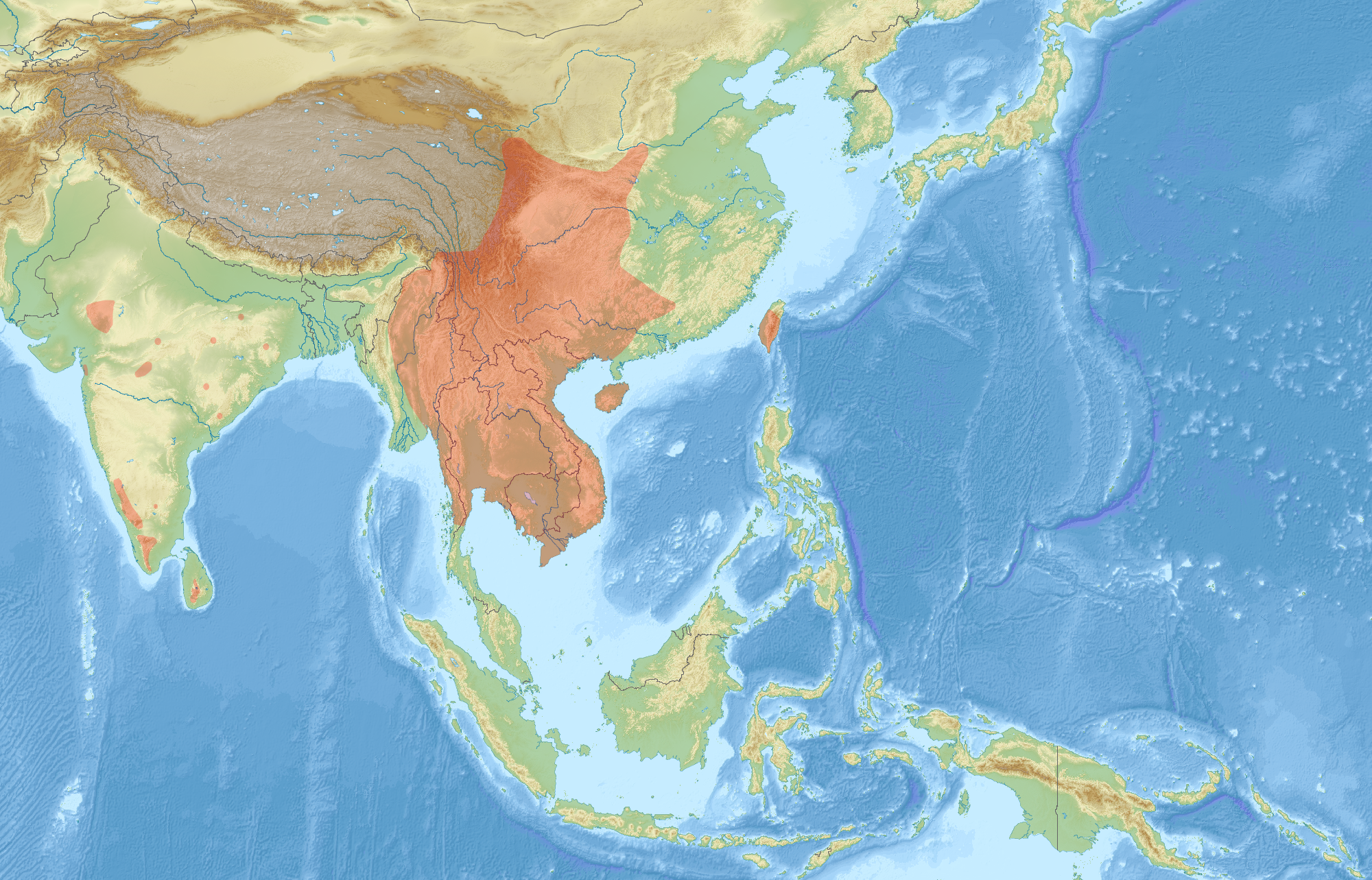
Verbreitungsgebiet (rötliche Bereiche) des Indischen Riesengleithörnchens

Das Indische Riesengleithörnchen verfügt über ein sehr großes Verbreitungsgebiet, das von der zentralen und südlichen Volksrepublik China sowie Indien bis Sri Lanka und über weite Teile Südostasiens mit Myanmar, Laos, Kambodscha, Thailand und Vietnam reicht. Es kommt zudem auf Taiwan vor. In China kommt es in mehreren Unterarten auf der Insel Hainan sowie in den Provinzen Yunnan, Sichuan und Shaanxi vor.

## Lebensweise

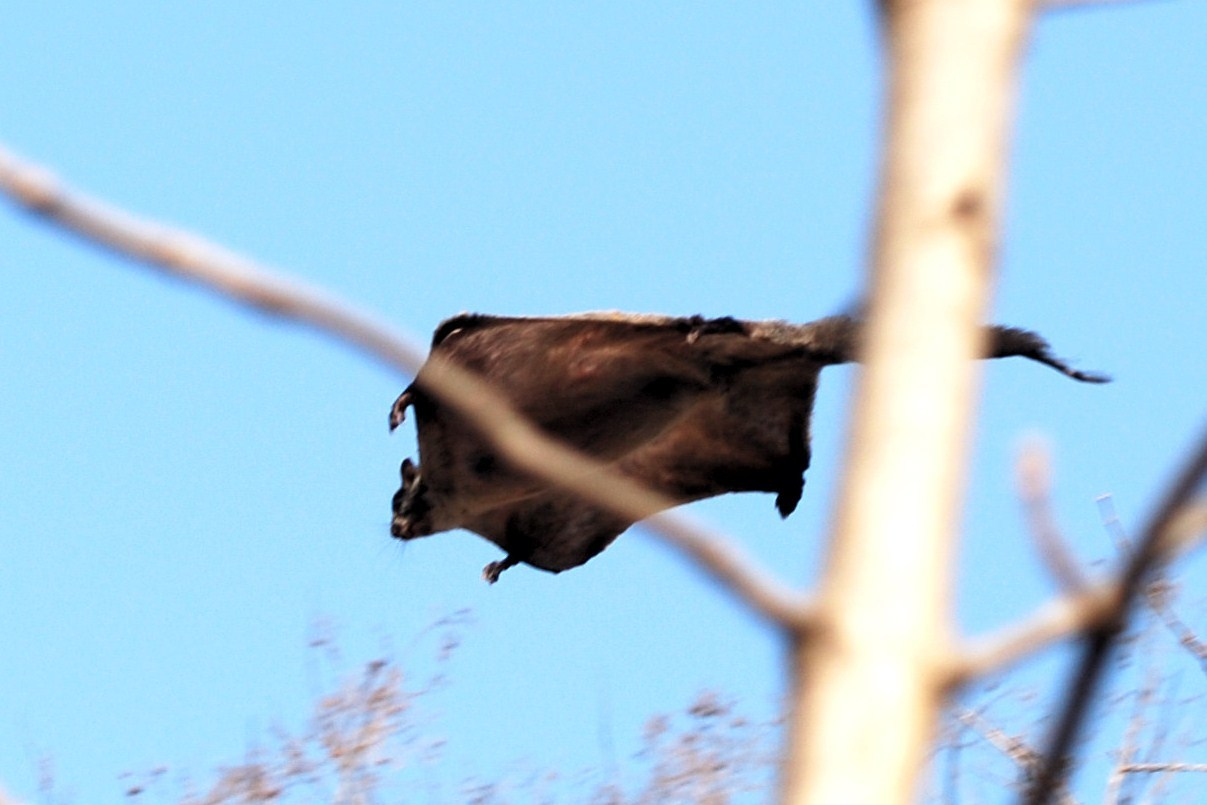
Indisches Riesengleithörnchen im Ratanmahal Sloth Bear Sanctuary, Dahod im indischen Bundesstaat Gujarat

Das Indische Riesengleithörnchen lebt in subtropischen Laub- und Nadelwäldern sowie teilweise in Baumplantagen, wobei eine wahrscheinliche Bevorzugung von Nadelwäldern zumindest aus Taiwan bekannt ist. In den Westghats in Indien leben die Tiere vor allem an den Waldrändern und in offeneren Waldbereichen sowohl in kleinräumigen wie auch in größeren Waldbereichen, womit sie sich auch als relativ anpassungsfähig gegenüber Holzeinschlägen und Lebensraumveränderungen zeigen. Auf Hainan kommt die Art dagegen nur in großräumigen Waldgebieten vor und in China kommt die Art in fünf der vorhandenen 12 zoogeographischen Regionen vor.
Es ist strikt baumlebend und ernährt sich fast ausschließlich von Blättern. Auf Taiwan machen Blätter von insgesamt etwa 30 Pflanzenarten etwa 74 % der Nahrung der Tiere aus. Hinzu kommen Knospen und Früchte, die vor allem im Frühjahr, Sommer und Herbst konsumiert werden. In anderen Regionen kann der Blätteranteil zwischen 34 und 61 % der Gesamtnahrung ausmachen, in den Westghats ernähren sich die Tiere vor allem von den Früchten von Ficus racemosa, einer Feigenart, gefolgt von Blättern. Hier wird die Nahrung ergänzt durch Blüten, Rinden und Flechten. Das Indische Riesengleithörnchen ist zudem wie die meisten Arten der Gattung weitgehend nachtaktiv. Wie alle anderen Flughörnchen ist auch diese Art in der Lage, weite Strecken gleitend zurückzulegen, indem sie von einem Baum abspringt.
Das Indische Riesengleithörnchen baut Nester in Baumhöhlen oder im Geäst höherer Bäume. Über das Fortpflanzungsverhalten liegen nur wenige Daten vor. Die Art bekommt ihre Jungen im Frühjahr und Herbst, wobei die Weibchen in der Regel eines und selten zwei Jungtiere werfen. Etwa die Hälfte aller weiblichen Tiere werden in jeder Fortpflanzungssaison trächtig.
Unter den Fressfeinden spielen wahrscheinlich größere Eulen eine zentrale Rolle, worüber jedoch nur Unzureichendes bekannt ist. Die Hörnchen reagieren auf die Anwesenheit von Eulen und auf Eulenrufe mit einem spezifischen Warnruf. Auch vom Westlichen Schwarzen Schopfgibbon (Nomascus concolor) ist bekannt, dass er Gleithörnchen erbeutet.

## Systematik
Das Indische Riesengleithörnchen wird als eigenständige Art innerhalb der Gattung der Riesengleithörnchen (Petaurista) eingeordnet, die insgesamt acht bis neun Arten enthält. Die wissenschaftliche Erstbeschreibung stammt von Daniel Giraud Elliot aus dem Jahr 1839 anhand von Individuen aus dem zentralen und nördlichen Nepal. Ursprünglich beinhaltete die Art auch das Bhutan-Riesengleithörnchen (Petaurista nobilis), das allerdings mittlerweile als eigene Art anerkannt wird.
Innerhalb der Art werden je nach Systematik fünf, sieben oder bis zu zehn Unterarten unterschieden: Aktuell werden folgende Unterarten als valide betrachtet:
- Petaurista philippensis philippensis (Nominatform), ist bekannt aus Indien und Nepal
- Petaurista philippensis annamensis, lebt im südlichen Vietnam, Laos und Kambodscha
- Petaurista philippensis cineraceus, lebt im Rakhaing-Staat in Myanmar
- Petaurista philippensis lylei, lebt im nordwestlichen Thailand
- Petaurista philippensis mergulus, lebt auf dem zu Myanmar gehörigen Mergui-Archipel

Bei einigen Formen werden ein eigenständiger Artstatus oder eine alternative Zuordnung diskutiert. So werden das Hainan-Riesengleithörnchen (Petaurista hainana) und das Yunnan-Riesengleithörnchen (Petaurista yunanensis) mittlerweile als eigenständige Arten betrachtet. Das ehemals in diese Gattung eingeordnete Petaurista philippensis grandis wird heute als Petaurista petaurista grandis des Taguan zugeordnet und die bei Thorington et al. 2012 als Unterarten betrachteten Petaurista philippensis nigra und Petaurista philippensis rubicundus werden aktuell nicht mehr als Unterarten geführt. Nach Molekularbiologischen Studien ist Petaurista grandis eine Schwesterart des Taguan und Petaurista hainana und Petaurista yunanensis befinden sich zwar in der näheren Verwandtschaft zum Indischen Riesengleithörnchen, das allerdings als Schwesterart des Rot-Weißen Riesengleithörnchens (Petaurista alborufus) zu betrachten ist.

## Bestand, Gefährdung und Schutz
Das Indische Riesengleithörnchen wird von der International Union for Conservation of Nature and Natural Resources (IUCN) aufgrund seines großen Verbreitungsgebietes und seiner angenommen großen Bestände sowie seiner guten Anpassungsfähigkeit an veränderte Ökosysteme als nicht gefährdet (least concern) eingestuft.
Die Art kommt in weiten Teilen des Verbreitungsgebietes in vergleichsweise großen Beständen vor, in einigen Teilen sind die Bestände dagegen teilweise stark rückläufig. In Teilen Indiens werden die Tiere als Fleischlieferanten bejagt und stehen unter einem hohen Jagddruck. Vor allem in den Westghats und im Nordosten Indiens sind die Bestände wahrscheinlich rückläufig. Eine generelle Gefährdung und potenzielle Bedrohungen für den Gesamtbestand existieren nicht. Trotz ihrer Anpassungsfähigkeit können die Bestände durch den Verlust von Waldlebensräumen und die Umwandlung in landwirtschaftliche und Siedlungsflächen betroffen sein. In Teilen Südasiens und Chinas stellt die Bejagung als Fleischlieferant sowie für medizinische Anwendung eine potenzielle Bedrohung dar.

## Belege
1. 1 2 3 4 5 6 7 8 9  Indian Giant Flying Squirrel. In: Andrew T. Smith, Yan Xie: A Guide to the Mammals of China. Princeton University Press, 2008; S. 179–180. ISBN 978-0-691-09984-2.
2. 1 2 3 4 5 6 7 8 9 10 11  Richard W. Thorington Jr., John L. Koprowski, Michael A. Steele: Squirrels of the World. Johns Hopkins University Press, Baltimore MD 2012; S. 119–122. ISBN 978-1-4214-0469-1
3. 1 2 3 4 5  Petaurista philippensis in der Roten Liste gefährdeter Arten der IUCN 2010.4. Eingestellt von: J. Walston, J.W. Duckworth, S. Molur, 2008. Abgerufen am 14. Juni 2014.
4. 1 2 3 4  Don E. Wilson & DeeAnn M. Reeder (Hrsg.): Petaurista philippensis in Mammal Species of the World. A Taxonomic and Geographic Reference (3rd ed).
5. 1 2 3 4  J.L. Koprowski, E.A. Goldstein, K.R. Bennett, C. Pereira Mendes: Hainan Giant Flying Squirrel Petaurista albiventer. In: Don E. Wilson, T.E. Lacher, Jr., Russell A. Mittermeier (Hrsg.): Handbook of the Mammals of the World: Lagomorphs and Rodents 1. (HMW, Band 6) Lynx Edicions, Barcelona 2016, ISBN 978-84-941892-3-4, S. 775–776.
6. ↑  Song Li, Kai He, Fa-Hong Yu, Qi-Sen Yang: Molecular Phylogeny and Biogeography of Petaurista Inferred from the Cytochrome b Gene, with Implications for the Taxonomic Status of P. caniceps, P. marica and P. sybilla. PLOS ONE, 16. Juli 2013 doi:10.1371/journal.pone.0070461